# Elecciones federales de México de 1958
Las elecciones federales de México de 1958 se llevaron a cabo el domingo 6 de julio de 1958, y en ellas fueron elegidos a nivel federal:
- Presidente de la República. Jefe de Estado y de Gobierno electo para un periodo de seis años no reelegibles en ningún caso, y que comenzó su gobierno el 1 de diciembre de 1958. El candidato electo fue Adolfo López Mateos.
- Senadores de la República. Miembros de la cámara alta del Congreso de la Unión, 2 por cada estado de la federación y por el Distrito Federal, electos de manera directa.
- Diputados Federales. Miembros de la cámara baja del Congreso de la Unión, elegidos de manera directa por cada distrito.

## Designación del candidato presidencial del PRI
Ángel Carvajal Bernal, secretario de Gobernación y gobernador de Veracruz de 1948 a 1950, era ampliamente considerado el candidato natural para suceder al presidente Adolfo Ruiz Cortines. Esta percepción se reforzaba por el hecho de que los dos presidentes anteriores habían sido, tanto gobernadores de Veracruz como secretarios de Gobernación durante el sexenio previo. Todo parecía indicar que, por tercera ocasión consecutiva, un exgobernador veracruzano a cargo de la política interior del país alcanzaría la titularidad del poder ejecutivo.
No obstante, Carvajal no era el único exgobernador en la lista de posibles sucesores. También figuraban Gilberto Flores Muñoz, secretario de Agricultura y Ganadería, y gobernador de Nayarit de 1946 a 1951; e Ignacio Morones Prieto, secretario de Salubridad y Asistencia, y gobernador de Nuevo León de 1949 a 1952.
Finalmente, el 17 de noviembre de 1957, el dedazo presidencial y el partido eligió a Adolfo López Mateos, secretario del Trabajo y Previsión Social, como candidato a la Presidencia.

## Campaña
Durante un acto de campaña en el municipio de Jalpa en Zacatecas, el candidato presidencial del Partido Acción Nacional (PAN), Luis H. Álvarez, fue detenido y encarcelado por un par de horas. Según Álvarez, el cargo que se le imputó fue el de "ser miembro de la oposición".

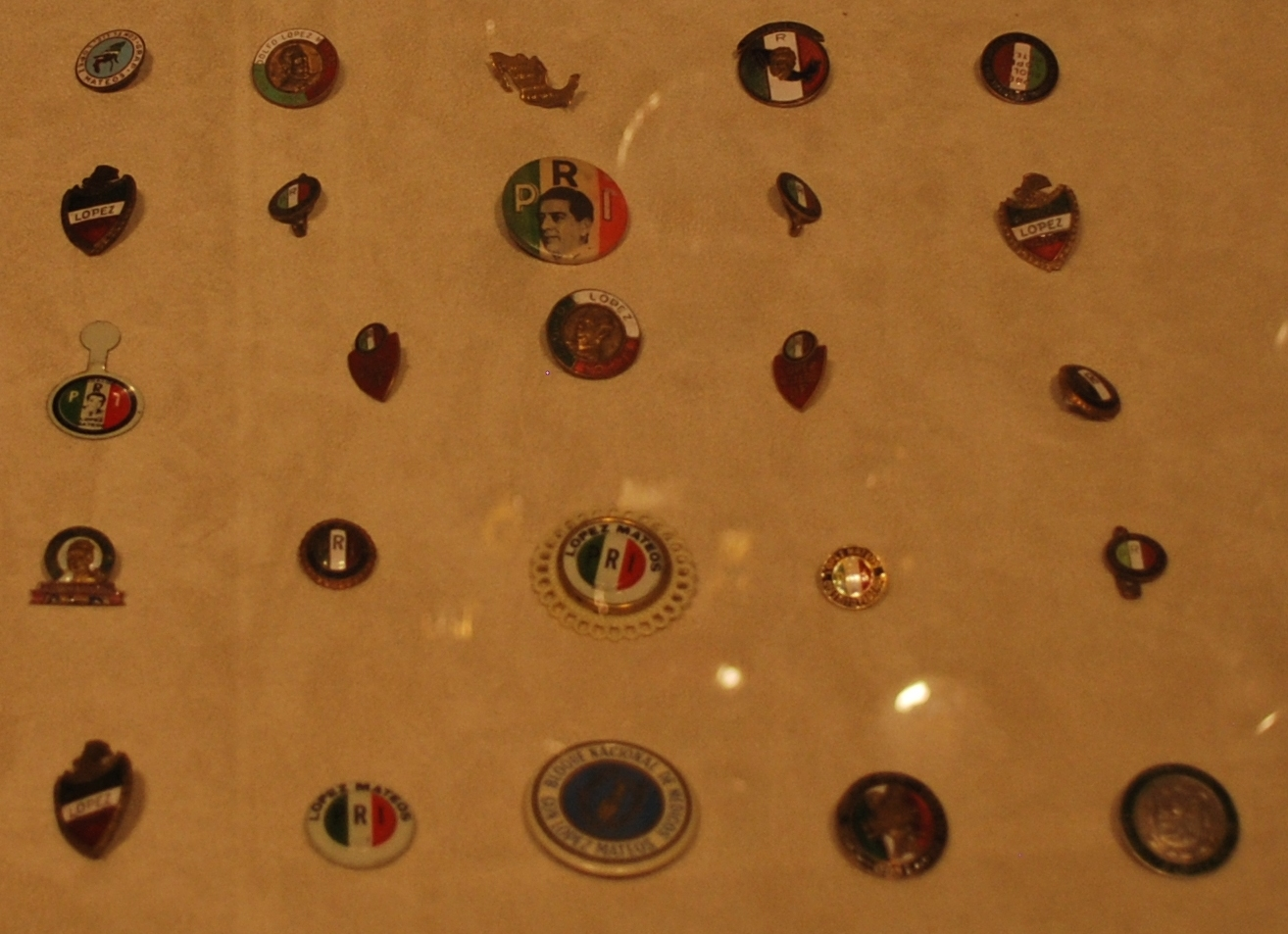
Botones de la campaña de López Mateos.
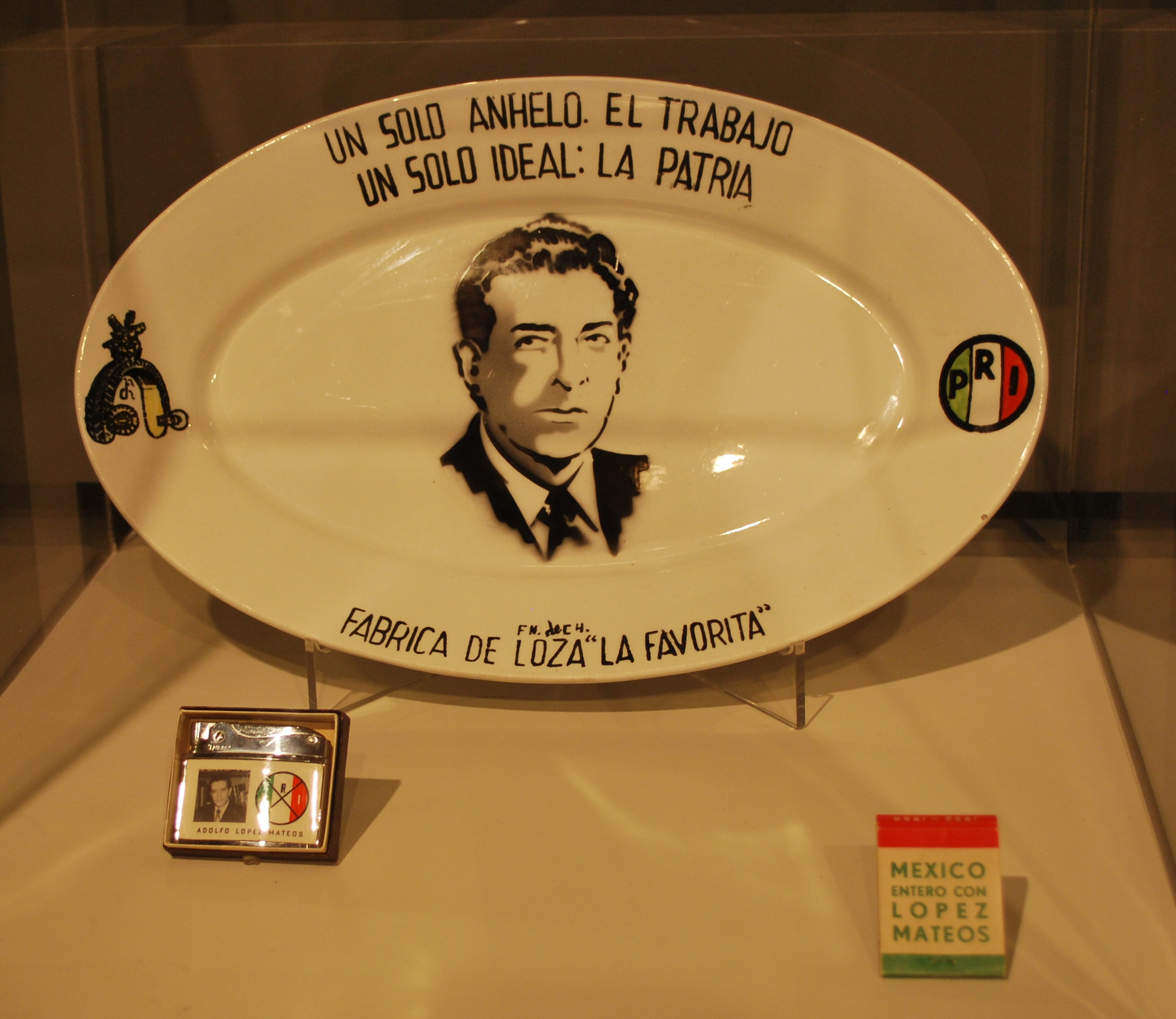
Plato y otros objetos de la campaña de López Mateos.

## Resultados electorales
|  | 89.81 % |

|  | 0.27 % |

|  | 0.29 % |

|  | 0.08 % |

|  | 9.42 % |

|  | 0.13 % |

|  | 100.00 % |

Fuente: Hispano Americano. Tiempo, 1964. Página 10.

## Elección Legislativa
| Predecesor: Elección presidencial de 1952 | Elección presidencial 1958 | Sucesor: Elección presidencial de 1964 |